# Лубниці (Свентокшиське воєводство)
Лубниці (пол. Łubnice) — село в Польщі, у гміні Лубниці Сташовського повіту Свентокшиського воєводства. Розташоване на лівому березі річки Вісла. Місце народження Войцеха Ястшембця, архієпископа гнезненського і примаса Польщі в 1423–1436 роках. 
Населення — 344 особи (2011).
В селі діє початкова школа і гімназія.
У 1975-1998 роках село належало до Тарнобжезького воєводства.

## Демографія
Демографічна структура на день 31 березня 2011 року:
|          | Загалом | Допрацездатний вік | Працездатний вік | Постпрацездатний вік |
| -------- | ------- | ------------------ | ---------------- | -------------------- |
| Чоловіки | 165     | 25                 | 125              | 15                   |
| Жінки    | 179     | 31                 | 100              | 48                   |
| Разом    | 344     | 56                 | 225              | 63                   |